# Microtragus bifasciatus
Microtragus bifasciatus är en skalbaggsart som beskrevs av Lea 1917. Microtragus bifasciatus ingår i släktet Microtragus och familjen långhorningar. Inga underarter finns listade i Catalogue of Life.